# Sophta omopis
Sophta omopis är en fjärilsart som beskrevs av Edward Meyrick 1902. Sophta omopis ingår i släktet Sophta och familjen nattflyn. Inga underarter finns listade i Catalogue of Life.